# Braian Romero
Braian Ezequiel Romero (San Isidro, 15 giugno 1991) è un calciatore argentino, attaccante del Vélez Sarsfield.

## Caratteristiche tecniche
È una prima punta mobile che svaria sul fronte d’attacco.

## Palmarès

### Club

#### Competizioni nazionali
- Primera B Nacional: 1

Argentinos Juniors: 2016-2017
- Coppa del Brasile: 1

Athl. Paranaense: 2019
- Campionato argentino: 1

Vélez Sarsfield: 2024
- Supercopa Internacional: 1

Vélez Sarsfield: 2024

#### Competizioni internazionali
- Coppa Suruga Bank: 1

Athl. Paranaense: 2019
- Coppa Sudamericana: 1

Defensa y Justicia: 2020
- Recopa Sudamericana: 1

Defensa y Justicia: 2021

### Individuale
- Capocannoniere della Coppa Sudamericana: 1

2020 (10 gol)